# Колотии (Решетиловский район)
Колотии (укр. Колотії) — село,
Решетиловский поселковый совет,
Решетиловский район,
Полтавская область,
Украина.
Код КОАТУУ — 5324255104. Население по переписи 2001 года составляло 465 человек.

## Географическое положение
Село Колотии находится на расстоянии в 3 км от пгт Решетиловка, сёл Глубокая Балка, Бакай, Слюсари и Шрамки.
По селу протекает пересыхающий ручей с запрудой.

## Объекты социальной сферы
- Школа І—ІІ ст.
- Дом культуры.
- Фельдшерско-акушерский пункт.
- Детский сад.
- Магазин.

## Известные уроженцы
- Колотий Николай Петрович (1913—1985) — председатель правления Украинского межколхозного объединения по строительству «Укрмежколхозстрой». Депутат Верховного Совета УССР 8—9-го созывов. Член Ревизионной Комиссии Коммунистической партии Украины в 1971—1976 р.
- Слюсар Вадим Иванович (1964) — доктор технических наук, профессор, Заслуженный деятель науки и техники Украины.

## Галерея

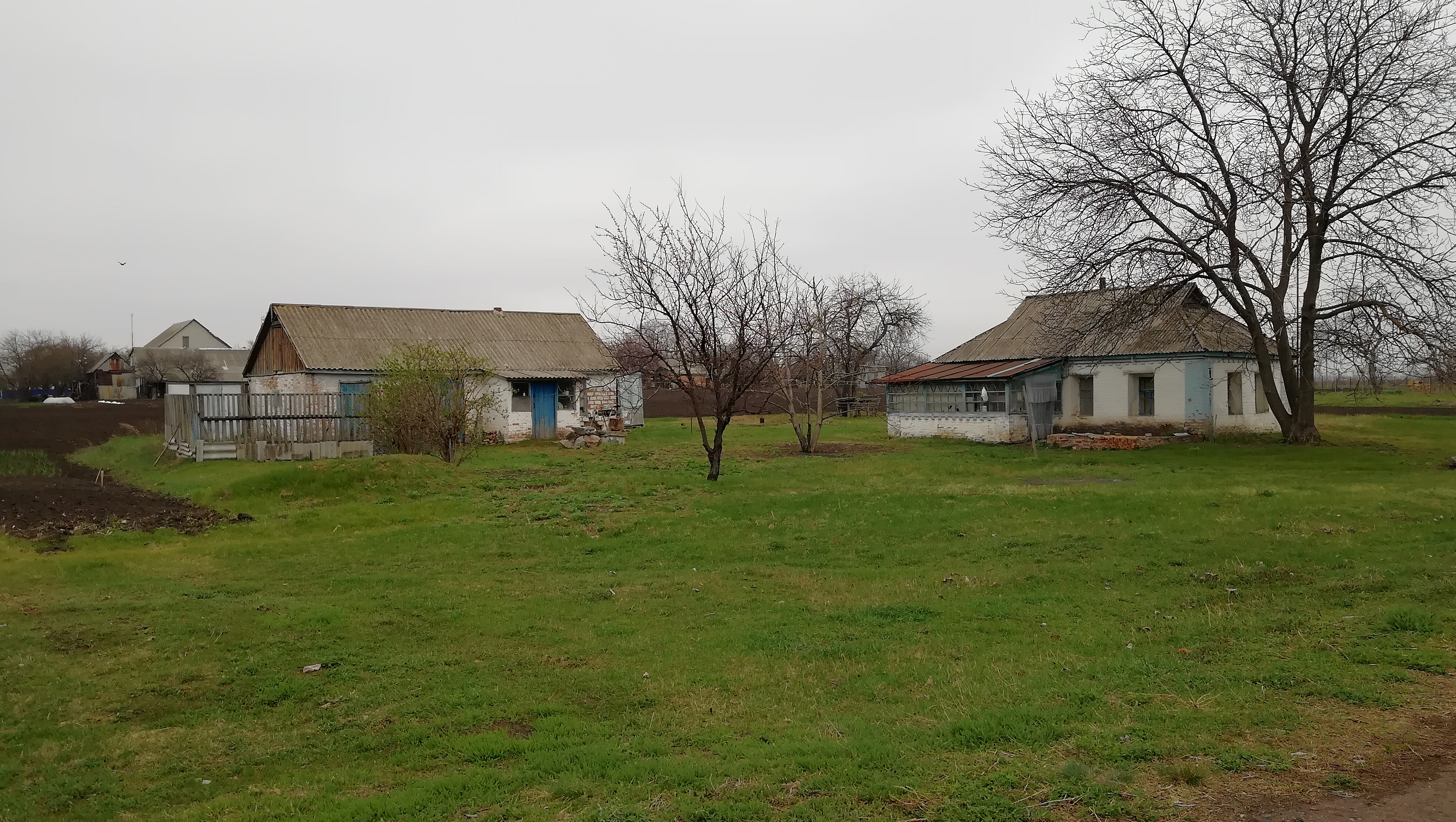
Село Колотии, 2019 год
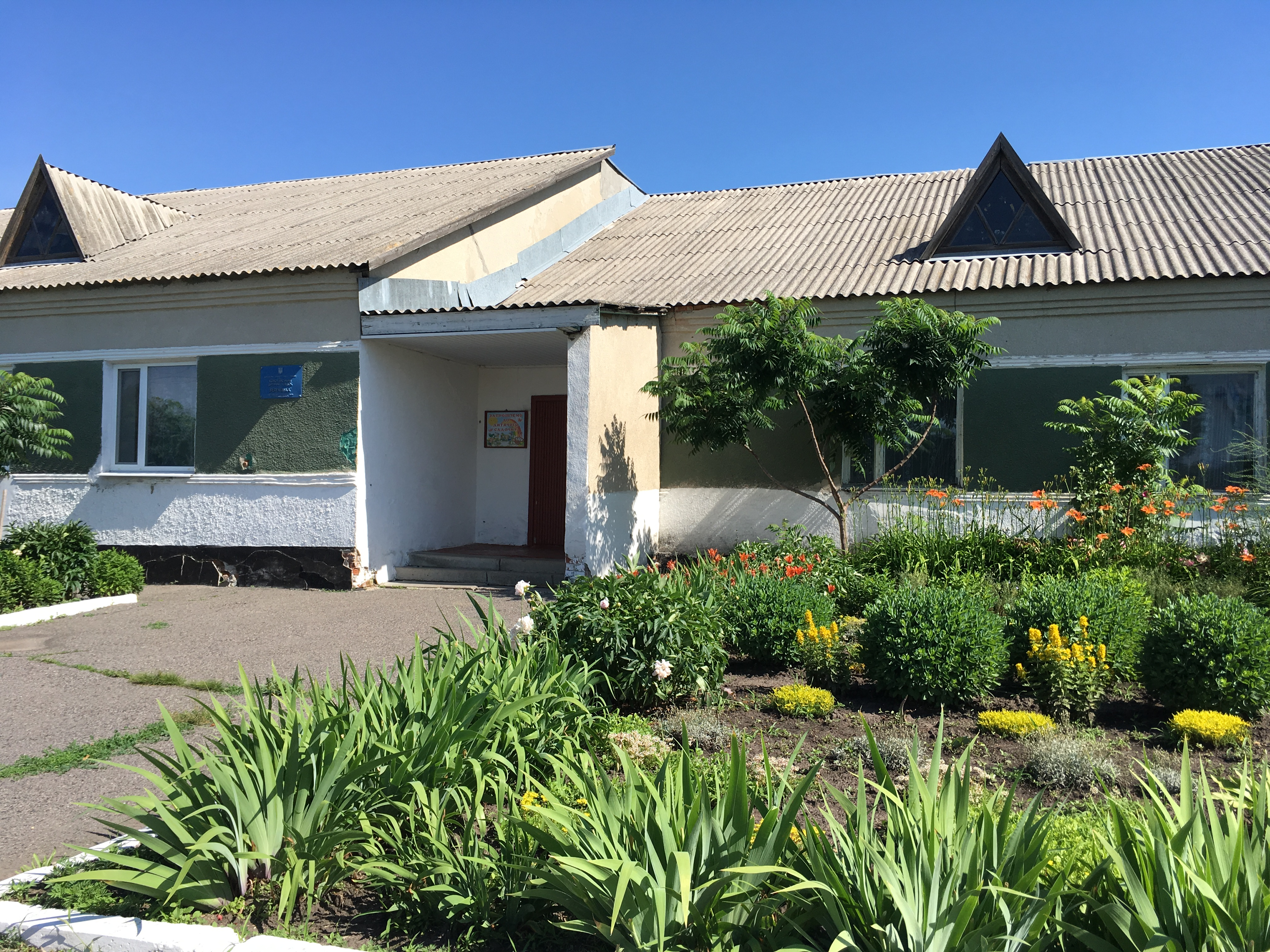
Детский сад
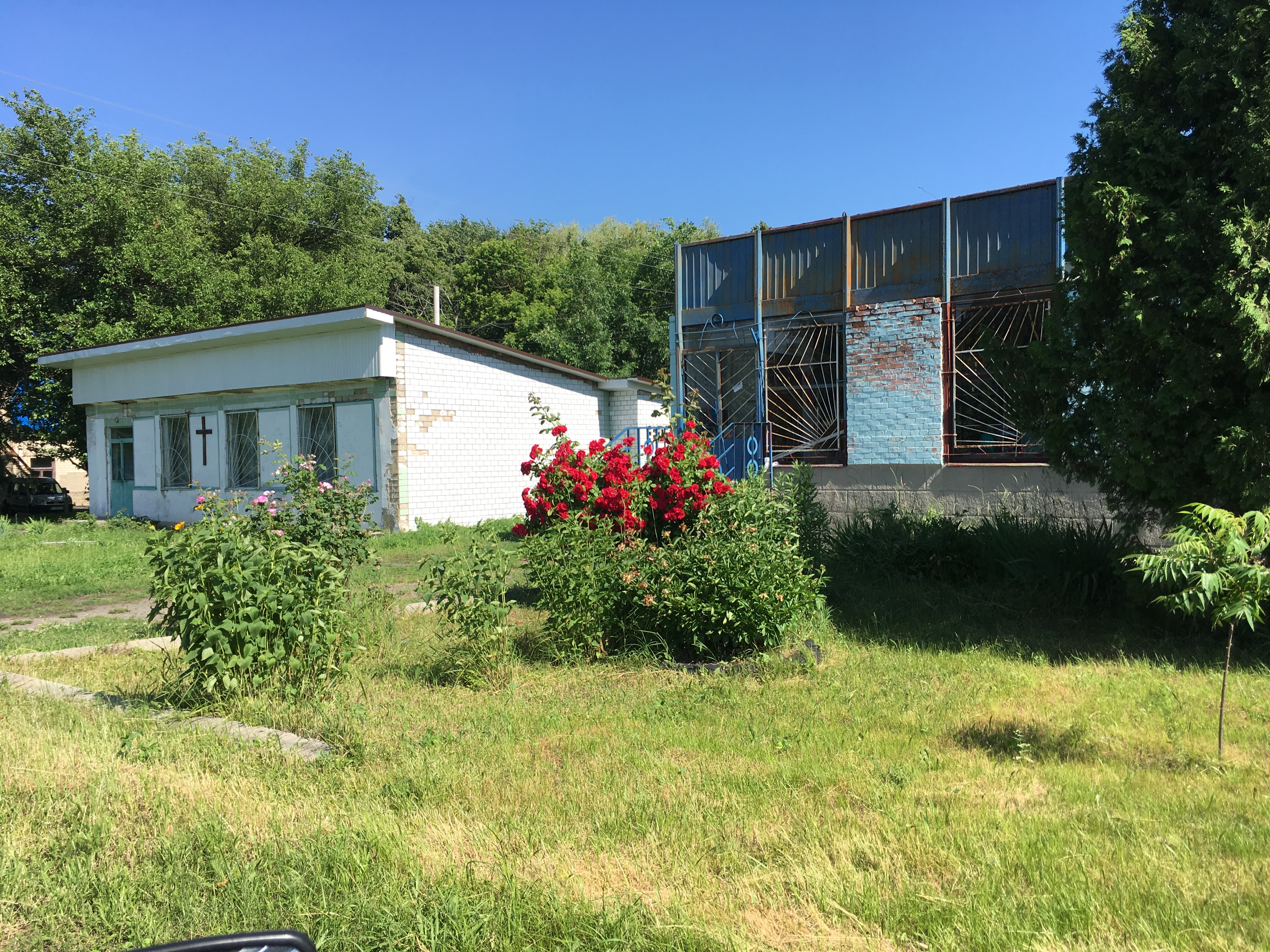
Магазин в селе Колотии
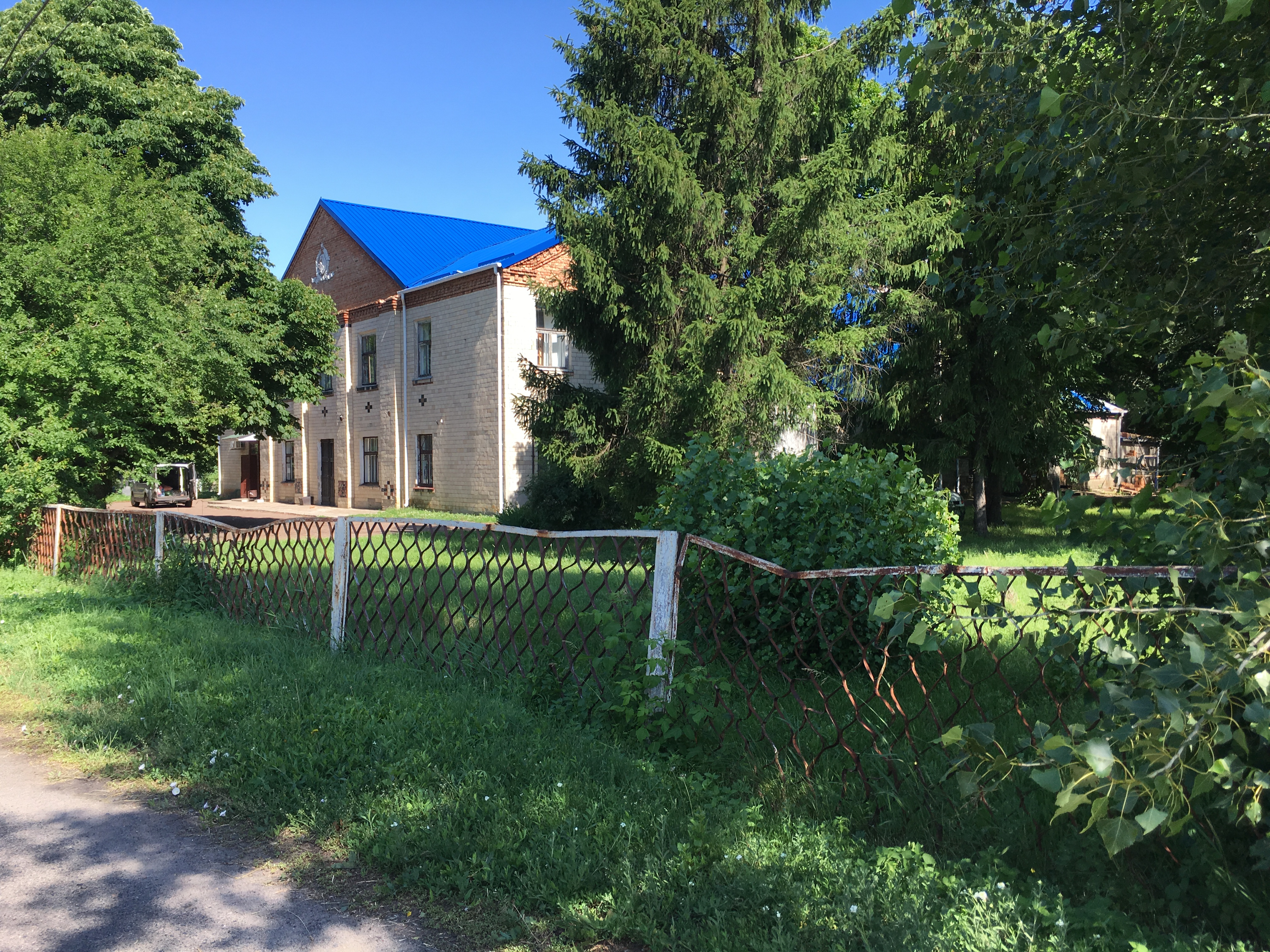
Дом культуры в селе Колотии
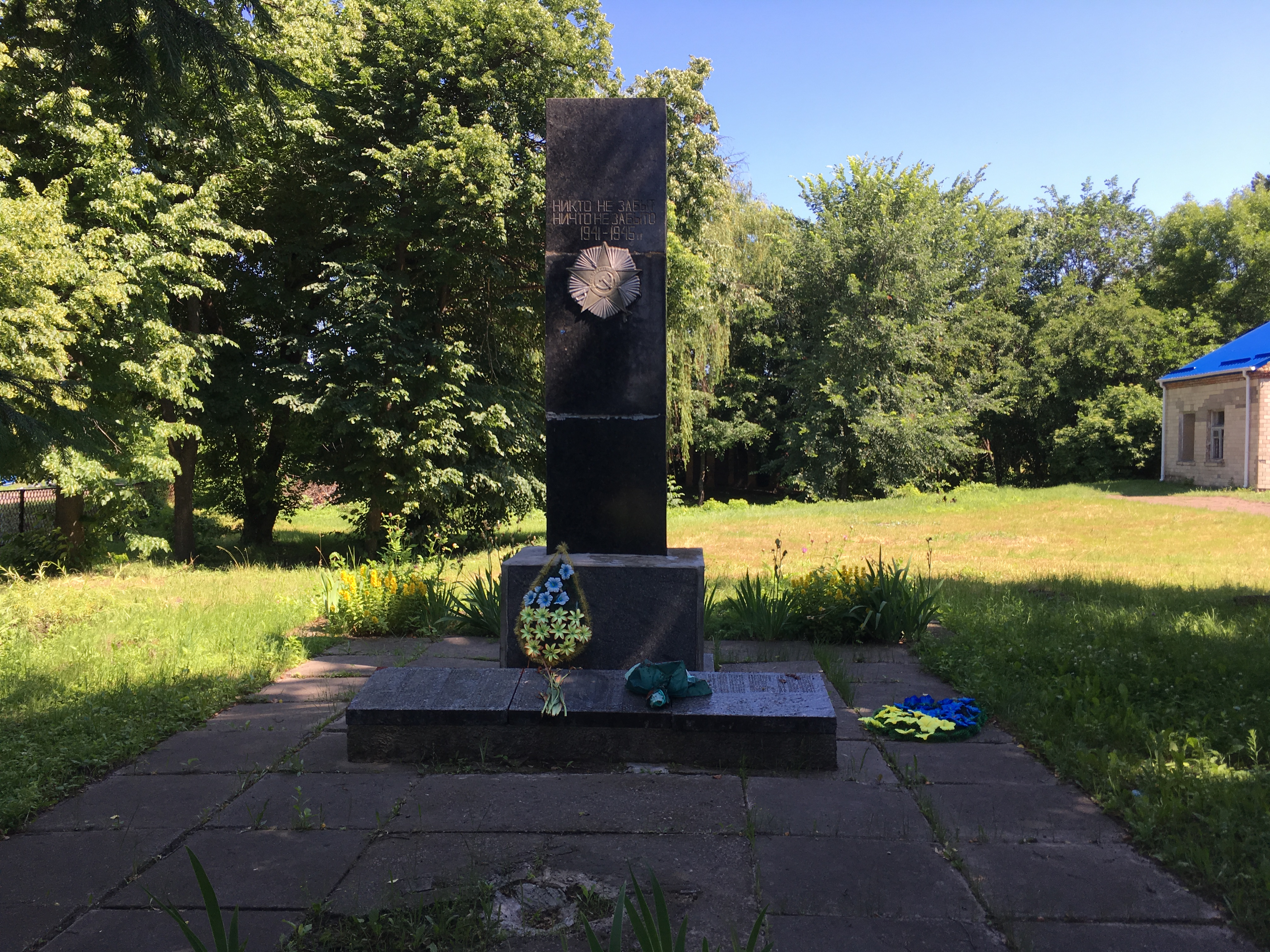
Памятник советским воинам вблизи Дома культуры
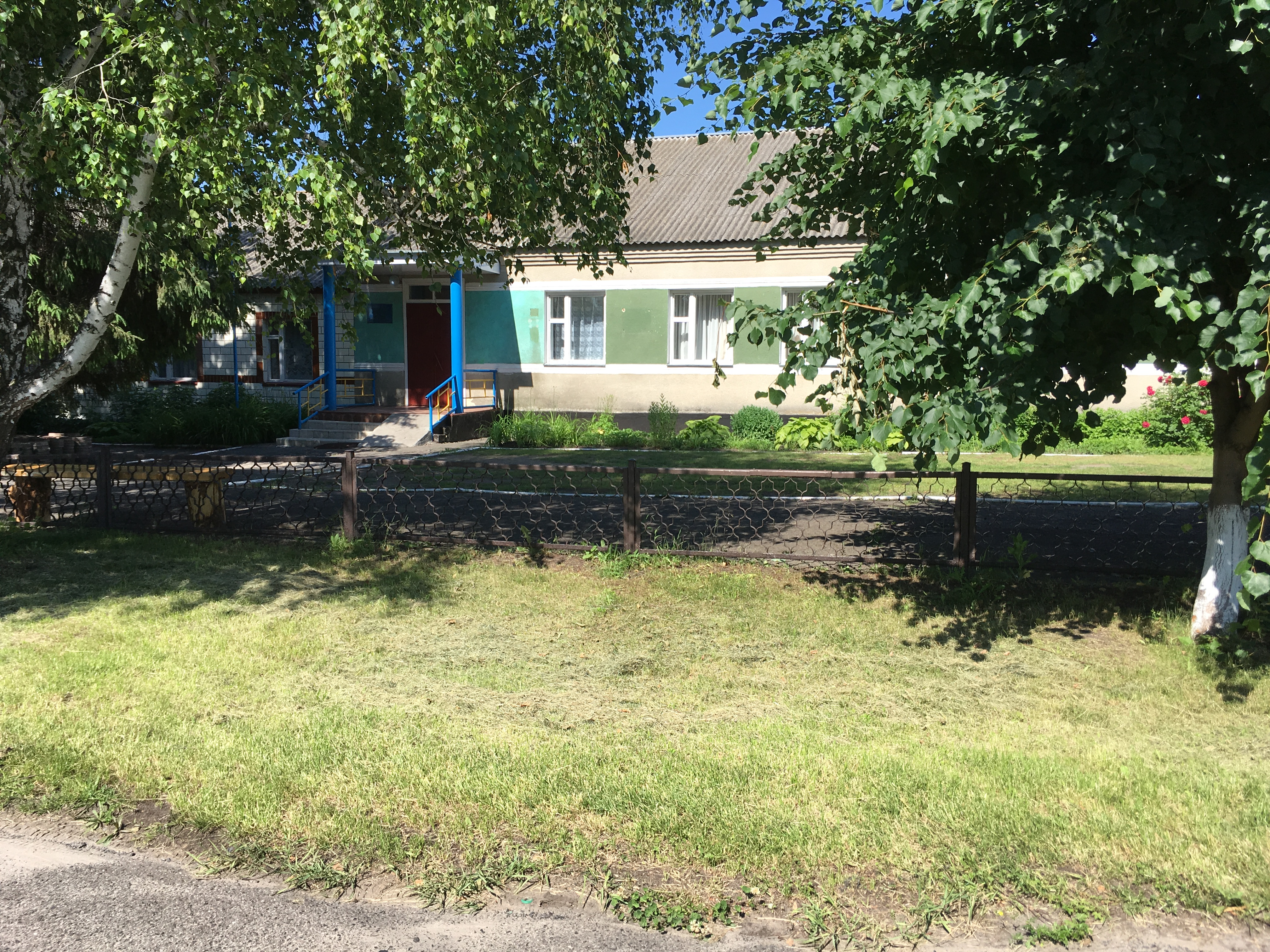
Школа в селе Колотии
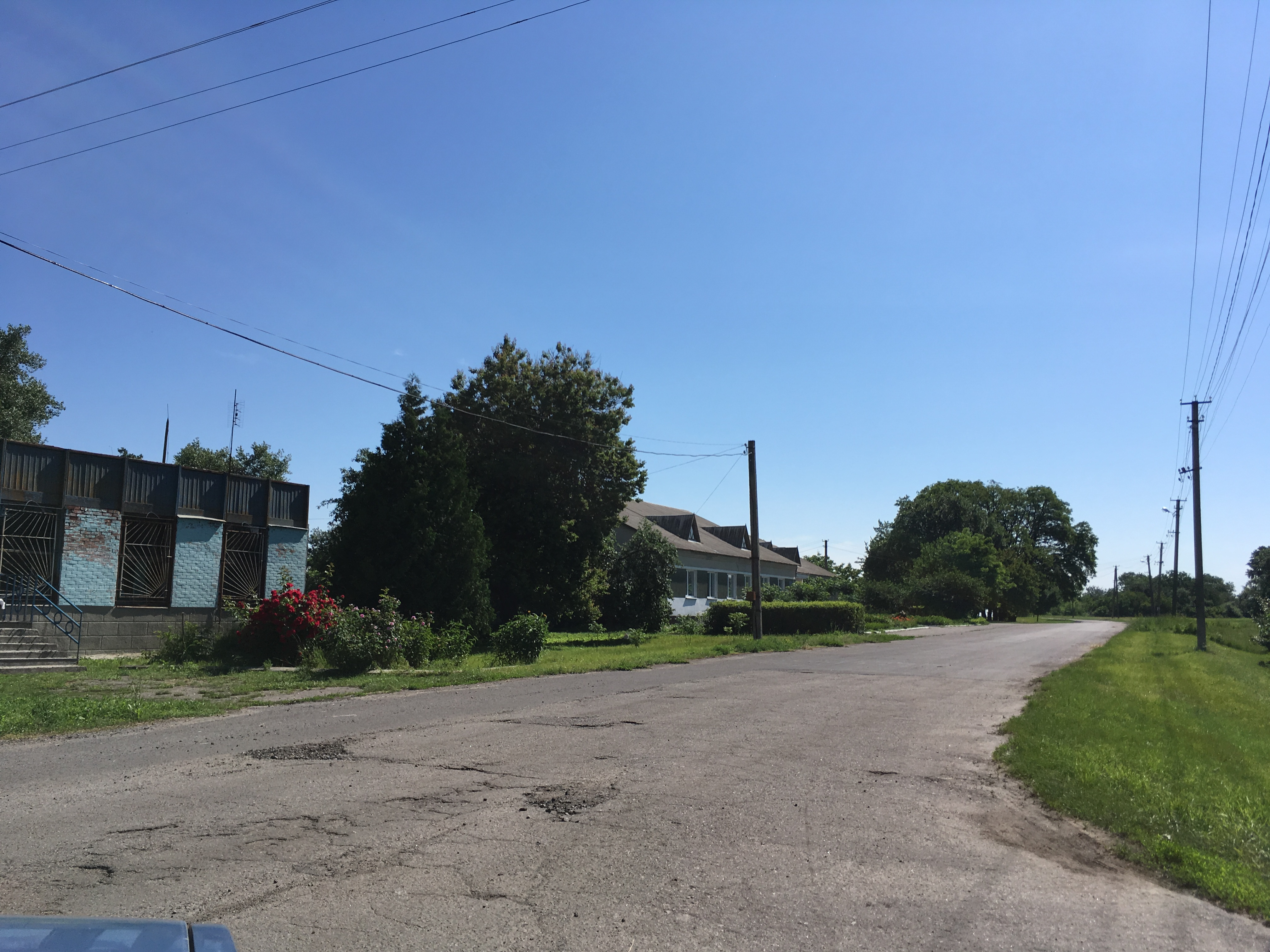
Центральная улица (слева — магазин, далее — детский сад)